# Турецко-французские отношения
Турецко-французские отношения — двусторонние дипломатические отношения между Турцией и Францией.

## История

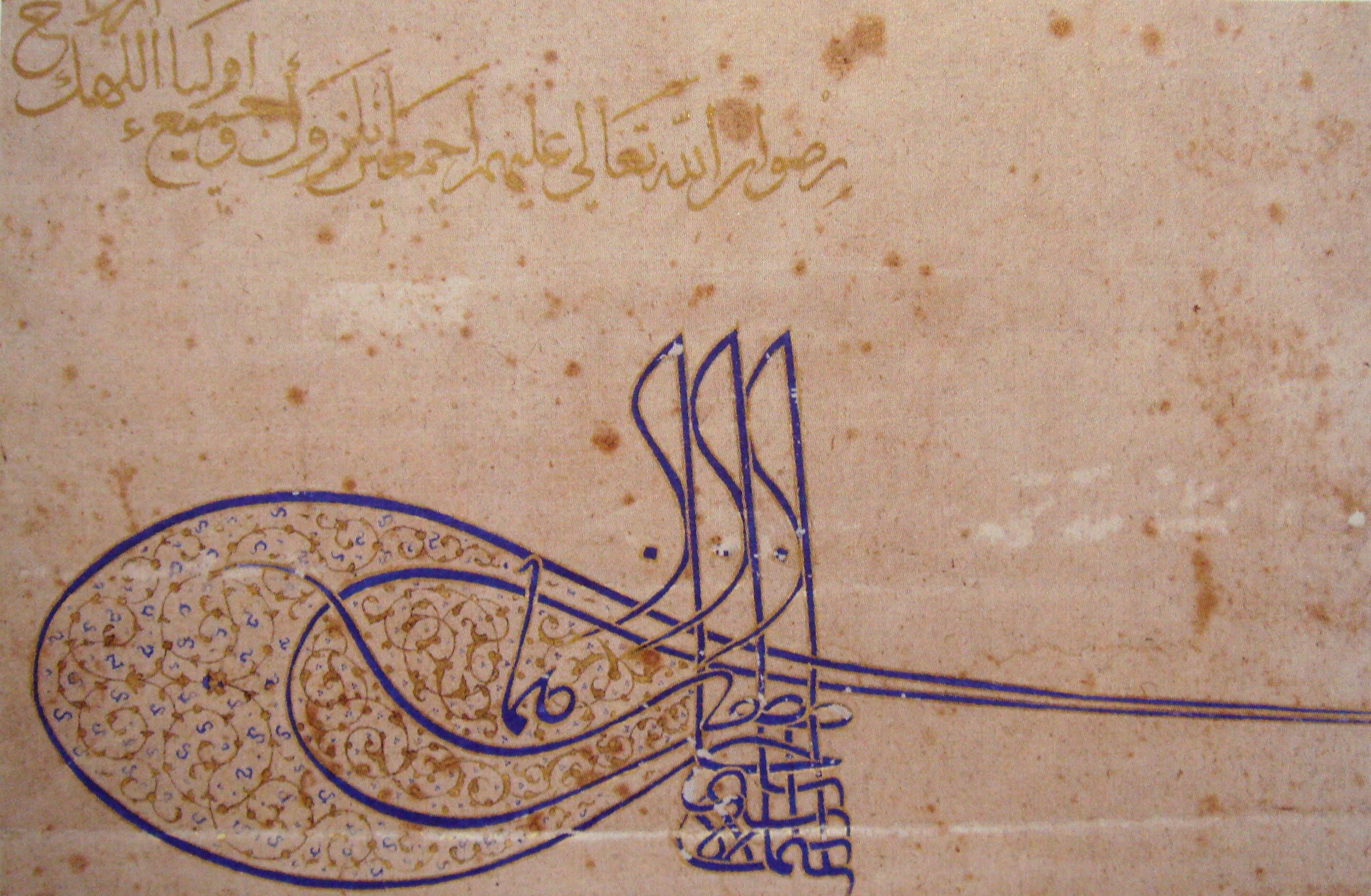
Письмо Сулеймана I для Франциска I касательно защиты христиан в его государстве. Национальный архив Франции в Париже.

Франко-османский союз, также известный как франко-турецкий союз, был сформирован в 1536 году между королем Франции Франциском I и султаном Османской империи Сулейманом I. Король Франции Франциск I был заключен в тюрьму в Мадриде, когда были предприняты первые попытки создать союз с османами. Первая французская миссия к Сулейману I была направлена сразу после битвы при Павии матерью Франциска I Луизой Савойской, но потерпела неудачу по пути в Боснии. В декабре 1525 года была направлена вторая миссия во главе с Жаном Франжипани, которой удалось достичь Константинополя, доставив секретные письма с просьбой об освобождении короля Франциска I и нападении на Габсбургов. 6 февраля 1526 года Жан Франжипани вернулся во Францию с ответом Сулеймана I.
С 1839 до 1876 года продолжался период модернизационных реформ в Османской империи, получивший название Танзимат в истории Турции. Большую роль в модернизации сыграл французский язык: помимо политиков и дипломатов, также писатели и их непосредственная публика на различных этапах современной турецкой литературы в подавляющем большинстве использовали французский язык в качестве основного западного ориентира. Преобладание французского в качестве первого иностранного языка в школах Турции фактически продолжалось до недавнего времени. В настоящее время английский язык стал более популярным выбором среди турок, изучающих иностранный язык, вытеснив французский.
В состоянии войны две страны находились трижды. Впервые это произошло во время кампании Наполеона в Египте и Сирии в 1798–1800 годах. Второй раз это было во время Первой мировой войны, особенно в контексте Дарданельской операции, и в последний третий раз в 1919-1921 годах в фазе войны за независимость Турции.
В 2004 году президент Франции Жак Ширак заявил, что Франция проведет референдум о вступлении Турции в Европейский союз и любое дальнейшее расширение ЕС также будет предметом всенародного голосования. В 2007 году президент Франции Николя Саркози заявил, что «Турции нет места внутри Европейского союза» и продолжил: «Я хочу сказать, что Европа должна установить себе границы и что не все страны имеют возможность стать членами Европы, начиная с Турции, которой нет места внутри Европейского союза». В 2018 году президент Франции Эмманюэль Макрон заявил, что «касаемо отношений Турции с Европейским союзом, очевидно, что недавние события и принятые решения не принесли никакого прогресса во вступлении Турции в ЕС».
26 октября 2020 года президент Турции Реджеп Тайип Эрдоган призвал всех турок и исламский мир бойкотировать французские товары в связи с высказываниями президента Франции Эмманюэля Макрона против радикального ислама во французском обществе, после убийства Самюэля Пати. Реджеп Тайип Эрдоган заявил, что мусульмане во Франции подвергаются гонениям по аналогии с кампанией против евреев в Европе перед Второй мировой войной.
28 октября 2020 года власти Турции заявили, что готовы принять «юридические и дипломатические меры» в ответ на карикатуру французского журнала «Charlie Hebdo», высмеивающую президента страны Реджепа Тайипа Эрдогана. Кроме того, вице-президент Турции Фуат Октай осудил публикацию карикатур. Власти Франции в ответ заявили, что их страна не поддастся «попыткам дестабилизации и запугивания».
1 ноября 2020 года президент Франции Эмманюэль Макрон обвинил Турцию в «агрессивной позиции по отношению к своим союзникам по НАТО» и добавил, что нужно чтобы «президент Турции Реджеп Тайип Эрдоган уважал Францию, уважал Европейский союз, уважал их ценности, не врал и не оскорблял». Он также заявил, что военное вмешательство Турции в Сирию было «неожиданно и агрессивно для союзников по НАТО», и что Турция «не соблюдает» эмбарго на поставки оружия Ливии.

## Торговля
До недавнего времени в Турцию поступало относительно небольшое количество прямых иностранных инвестиций, хотя Франция и её бренды заметно присутствовали в этой стране с 1960-х годов. Прямые иностранные инвестиции Франции увеличили поступление во второй половине 1980-х годов, что затем было временно сдержано финансовыми кризисами 2000—2001 годов. В период 1980—2000 годов Франция, в совокупности, стала первым иностранным инвестором в экономику Турции, вложив в нее 5,6 миллиарда долларов США. В 2003 году, по данным министерства финансов Турции, в стране было 270 французских предприятий, что соответствовало значительной доле рынка в автомобильной и строительной сфере, особенно в производстве электроэнергии, цементной, страховой, и фармацевтической отраслях.

## Геноцид армян
После принятия законопроекта Франции от 22 декабря 2011 года, согласно которому отрицание геноцида армян будет признано преступлением, караемым лишением свободы сроком на один год и штрафом в размере 45 000 евро, турецкое правительство заморозило двусторонние отношения и политические встречи с Францией. Турция также отменила разрешение на стыковку французских военных кораблей и приземление военных самолетов в Турции, которые должны будут запрашивать разрешение на каждый полет в воздушном пространстве страны. Власти Турции ранее предупреждали французское правительство, что принятие законопроекта об отрицании геноцида армян нанесет непоправимый ущерб двусторонним отношениям.
После того, как Турция перекрыла доступ к своему воздушному пространству и морским путям для французских войск, Париж столкнулся с проблемами в организации военной логистики и с трудностями в доставке своих войск в Афганистан и обратно, поскольку любой другой маршрут считался одновременно и рискованным, и слишком дорогостоящим, по словам министра обороны Франции Жерара Лонге.
28 февраля 2012 года Конституционный совет Франции постановил, что закон об отрицании геноцида армян является неконституционным, и признал его недействительным. Однако, ранее Франция в 1990 году приняла Закон Гейссо в котором указано, что незаконно ставить под сомнение существование преступлений против человечности, связанных с Холокостом.

## Убийство курдских активистов в Париже
В 2013 году Национальную разведывательную организацию Турции обвинили в тройном убийстве курдских активистов в Париже.

## Операция «Морской защитник»
17 июня 2020 года Франция обвинила Турцию в том, что турецкие военный флот стал преследовать французский военный корабль, который пытался проверить турецкое судно, подозреваемое в контрабанде оружия в Ливию; и что турецкий флот использует свои позывные в НАТО, сопровождая суда, подозреваемые в нарушении эмбарго ООН на поставки оружия в Ливию. По словам официальных лиц Франции, когда французский корабль попытался проверить турецкое судно, его экипаж отключил систему слежения, замаскировал свой идентификационный номер и отказался сообщить, куда они направляются, в то время как турецкие фрегаты трижды мигали радарными огнями французскому военному кораблю, что указывало на неизбежность ракетного удара. С другой стороны, официальные лица Турции отрицали, что военный корабль Франции подвергался преследованиям, и утверждали, что этот корабль не устанавливал связь с турецким судном во время инцидента. 18 июня 2020 года в НАТО заявили, что расследуют этот инцидент.

## Дипломатические миссии
- Турция имеет посольство в Париже[22].
- Франция содержит посольство в Анкаре[23].